# Christian Braun (Basketballspieler)
Christian Nicholas Braun (* 17. April 2001 in Burlington, Kansas) ist ein US-amerikanischer Basketballspieler.

## Werdegang
Braun wechselte 2019 von der im US-Bundesstaat Kansas gelegenen Blue Valley Northwest High School an die University of Kansas. Er studierte im Hauptfach Kommunikationswissenschaft und gehörte bis 2022 der Basketballmannschaft der Hochschule an. In der Saison 2021/22, in der er im Durchschnitt 14,1 Punkte je Begegnung erzielte, gewann Braun mit Kansas den NCAA-Meistertitel.
Den Einstieg in den bezahlten Basketballsport vollzog er bei der NBA-Mannschaft Denver Nuggets. Gleich in seinem ersten Jahr gewann Braun mit Denver die NBA-Meisterschaft. Er wurde während der Saison 2022/23 in 95 Spielen eingesetzt und kam auf einen Mittelwert von 4,4 Punkten. Braun machte insbesondere im dritten Spiel der Finalserie gegen die Miami Heat auf sich aufmerksam, als er 15 Punkte erzielte und sieben seiner acht Feldwürfe traf.

### Familie
Brauns Bruder Parker spielte Basketball an der University of Missouri sowie an der Santa Clara University. Mutter Lisa Sandbothe spielte als Studentin Basketball an der University of Missouri, Vater Donny Braun an der University of Kansas sowie an der Saint Louis University.

## Karriere-Statistiken

### NBA

#### Hauptrunde
| Saison  | Team   | GP  | GS | MPG  | FG % | 3P % | FT % | RPG | APG | SPG | BPG | PPG |
| ------- | ------ | --- | -- | ---- | ---- | ---- | ---- | --- | --- | --- | --- | --- |
| 2022–23 | Denver | 76  | 6  | 15.5 | .495 | .354 | .625 | 2.4 | 0.8 | 0.5 | 0.2 | 4.7 |
| 2023–24 | Denver | 82  | 4  | 20.2 | .460 | .384 | .694 | 3.7 | 1.6 | 0.5 | 0.4 | 7.3 |
| Gesamt  | Gesamt | 158 | 10 | 17.9 | .473 | .373 | .672 | 3.1 | 1.2 | 0.5 | 0.3 | 6.1 |

#### Play-offs
| Saison  | Team   | GP | GS | MPG  | FG % | 3P % | FT % | RPG | APG | SPG | BPG | PPG |
| ------- | ------ | -- | -- | ---- | ---- | ---- | ---- | --- | --- | --- | --- | --- |
| 2022–23 | Denver | 19 | 0  | 13.0 | .533 | .200 | .579 | 2.1 | 0.6 | 0.6 | 0.2 | 3.2 |
| 2023–24 | Denver | 12 | 0  | 17.0 | .426 | .222 | .688 | 2.7 | 0.8 | 0.2 | 0.4 | 5.1 |
| Gesamt  | Gesamt | 31 | 0  | 14.5 | .475 | .214 | .629 | 2.3 | 0.6 | 0.4 | 0.3 | 3.9 |